# Л’Аршевек, Пьер Юбер
Пьер Юбер л’Аршевек (фр. Pierre Hubert L'Archevêque; 1 мая 1721, Ним, Франция — 25 сентября 1778, Монпелье, Франция) — французский и шведский скульптор. 

## Биография
Уроженец Нима. Учился в Париже у знаменитого ваятеля Эдме Бушардона, а в 1744 году, для продолжения художественного образования, отправился в Рим, где провёл пять лет. Вернувшись на рубеже 1750-х годов в Париж, он выполнил там несколько заказов. Тем временем, в 1753 году в далёком Стокгольме скончался младший брат Эдме Бушардона, Жак Филипп Бушардон, занимавший в королевстве Швеция должность придворного скульптора. На место брата Эдме Бушардон предложил шведам своего ученика — Пьера Юбера л’Аршевека.
Когда все переговоры и приготовления были окончены, л’Аршевек в 1755 году приехал в Стокгольм. Здесь в это время собрались возводить конную статую шведскому королю-полководцу Густаву II Адольфу. Создание памятника было поручено л’Аршевеку и растянулось без малого на 40 лет. По некоторым данным, первоначально л’Аршевек планировал изобразить короля на троне, однако в конечном итоге выбор был сделан в пользу классической ещё со времён античности и трудоёмкой в создании конной статуи. Окончательный монтаж памятника на площади в центре Стокгольма состоялся лишь в 1796 году, уже после смерти л’Аршевека.
Для украшения передней грани постамента, ученик л’Аршевека, Йохан Тобиас Сергель, в 1789 создал скульптурную группу, которая, однако, первоначально была забракована и заняла своё место у подножия памятника только в 1906 году.
Параллельно с работой над созданием памятника Густаву Адольфу, л’Аршевек создал также памятник королю Густаву Вазе, основателю династии Ваза, перед зданием Шведского Дворянского собрания в Стокгольме. Открытие памятника состоялось в 1774 году.
Однако интересы л’Аршевека в Швеции не ограничивались монументальной скульптурой. С 1768 по 1777 год он возглавлял Шведскую академию художеств, которая была создана незадолго до этого. Как педагог, он подготовил целый ряд талантливых шведских скульпторов. Имея собственную мастерскую, он охотно брался за самые различные заказы: декоративную скульптуру, надгробия, и скульптурное убранство для церквей. Так, для одного из парадных залов Королевского дворца в Стокгольме он выполнил, по крайней мере, четыре из семи украшающих его аллегорических статуй («Справедливость», «Осторожность», «Верность» и «Религия»). В дворцовой церкви он работал над убранством алтаря. Помимо всего прочего, л’Аршевек выполнил целый ряд портретных бюстов представителей шведской высшей аристократии. Когда же скончался Адольф Фредрик, король Швеции, л’Аршевек участвовал в создании траурного убранства для церемонии похорон и погребения короля.
Сегодня некоторые работы л’Аршевека, помимо прочего, можно увидеть в Художественном музее Гётеборга и Национальном музее Швеции в Стокгольме.
В 1777 году л’Аршевек, по всей видимости, вернулся к себе на родину. Скончался он во Франции, в Монпелье.

## Галерея

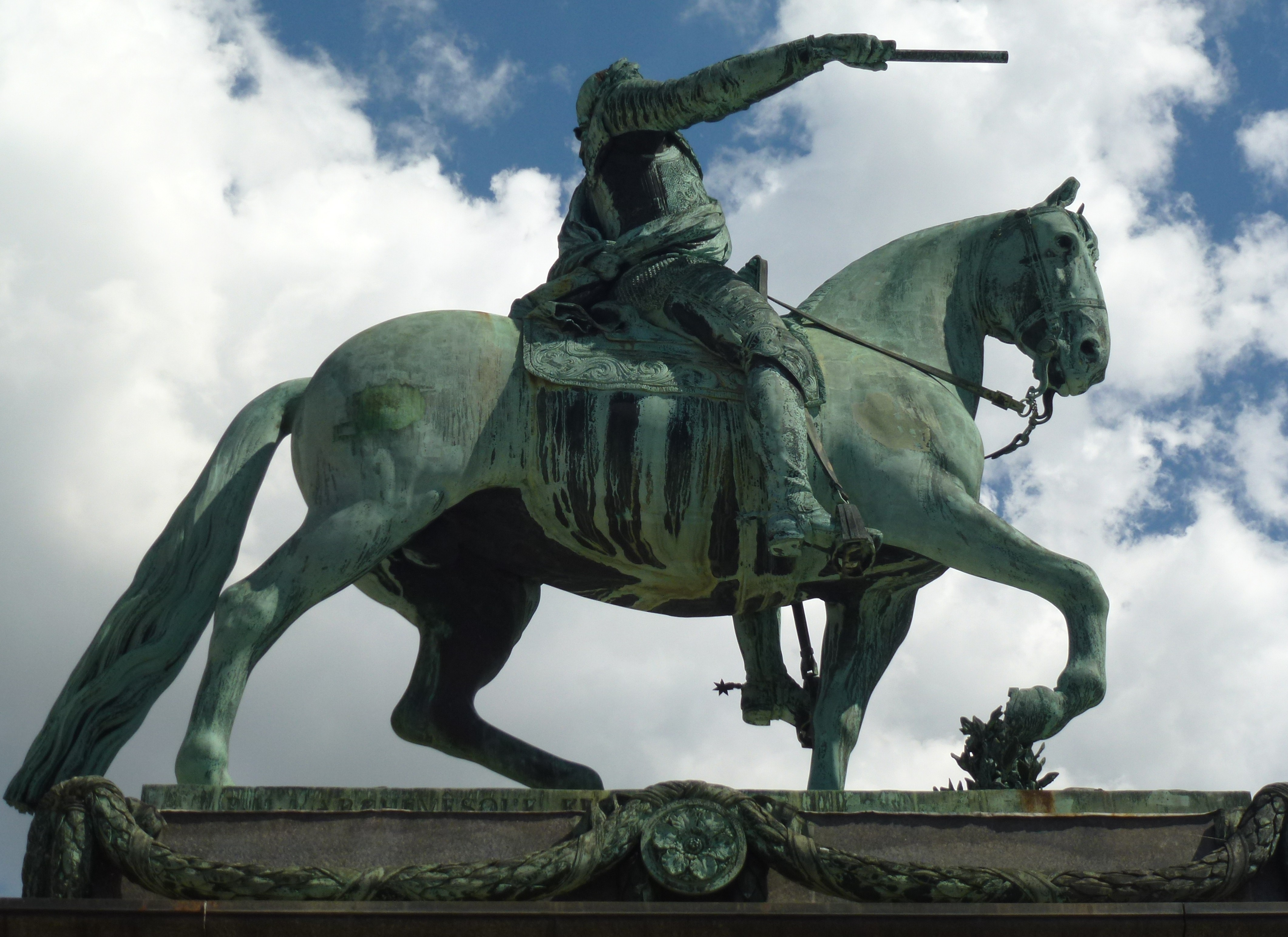
Памятник Густаву II Адольфу, Стокгольм.
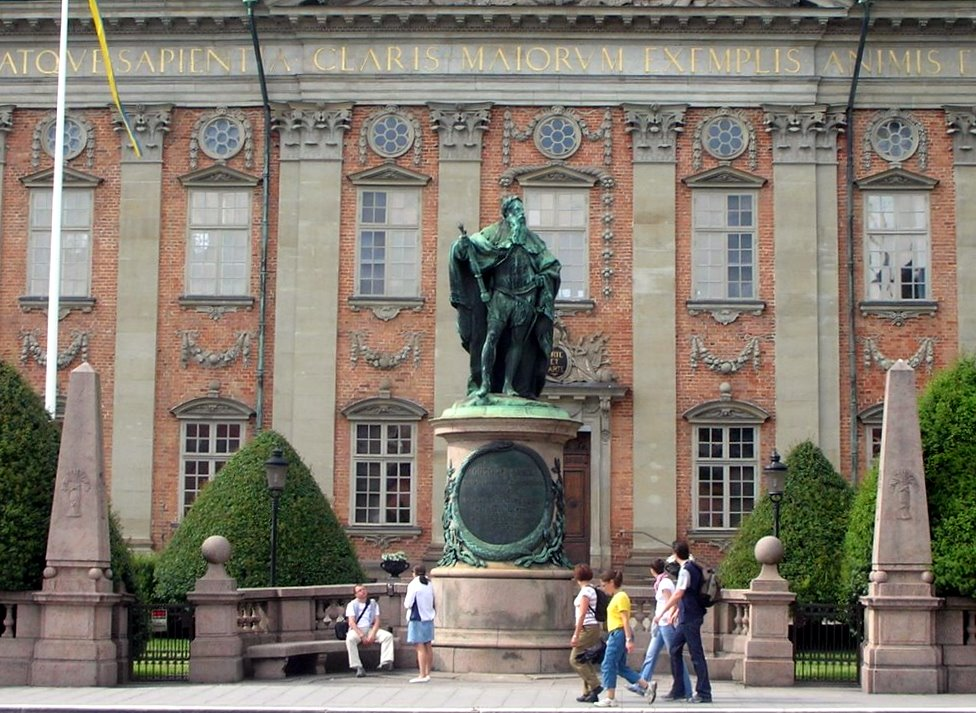
Памятник Густаву Вазе, Стокгольм.